# Dierama nixonianum
Dierama nixonianum es una especie de planta fanerógama perteneciente a la familia Iridaceae. 

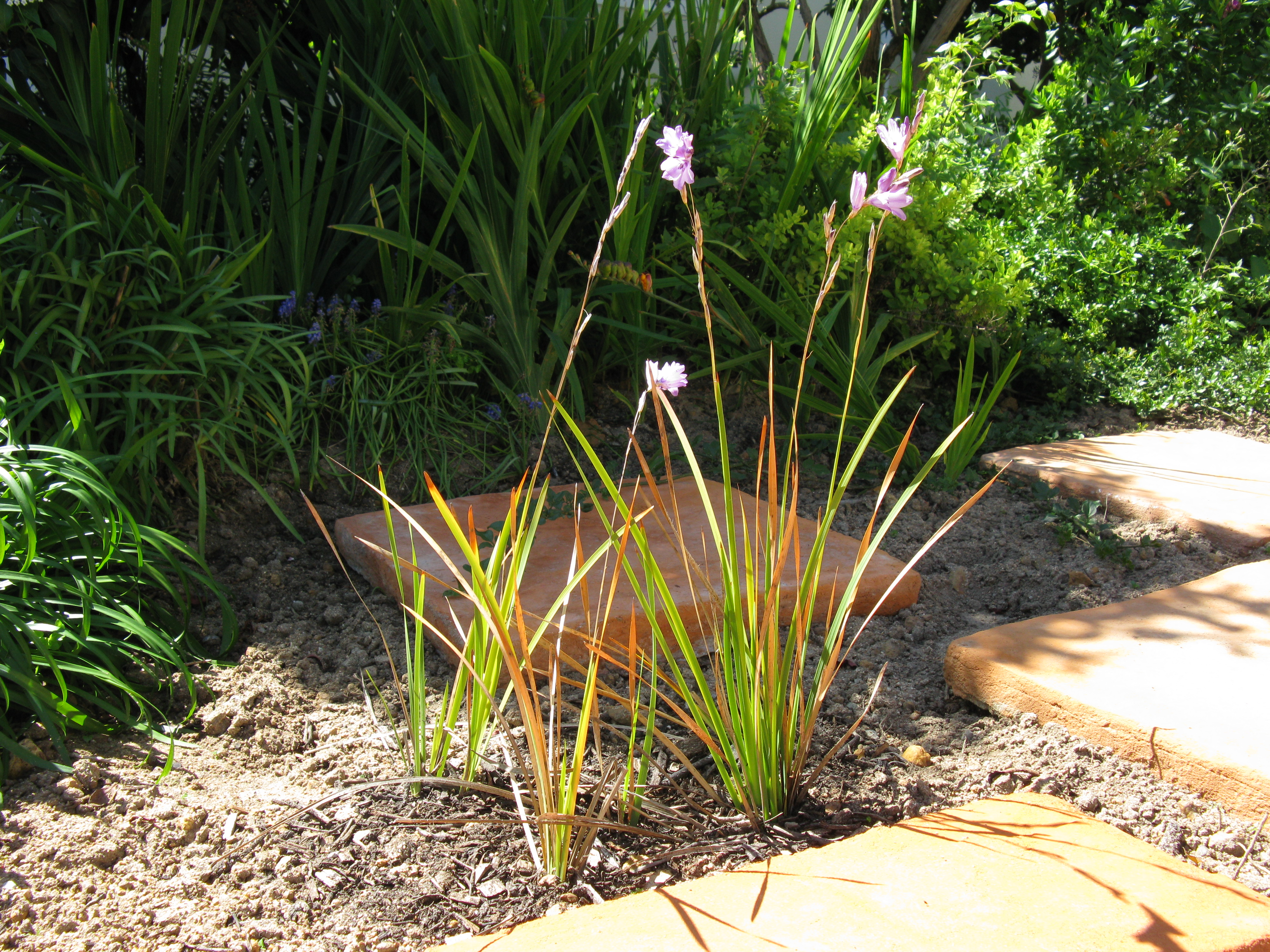
En su hábitat

## Descripción
Es una planta herbácea perennifolia, geofita que alcanza un tamaño de 0.1 - 0.75  m  de altura a una altitud de 765 - 1500 metros en Sudáfrica,

## Taxonomía
Dierama nixonianum fue descrita por  Olive Mary Hilliard y publicado en The Hairbells of Africa 143: 138. 1991.
Etimología
Dierama nombre genérico que deriva del griego: dierama, que significa "embudo", y alude a la forma de la flor.
nixonianum: epíteto